# إبراهيم الهدهد
إبراهيم صلاح السيد سليمان الهدهد وشهرته إبراهيم الهدهد (5 مايو 1964-)، رئيس جامعة الأزهر المؤقت، ولد يوم الثلاثاء 23 ذو الحجة 1383 هـ الموافق 5 مايو 1964 م في قرية طحلة في محافظة القليوبية في مصر.

## حياته
- حصل على الثانوية الأزهرية عام 1983 بترتيب الرابع على الجمهورية.
- حصل على الإجازة العالية «الليسانس» في اللغة العربية بتقدير «ممتاز» مع مرتبة الشرف من كلية اللغة العربية بالقاهرة بجامعة الأزهر عام 1987.
- حصل على درجة التخصص «الماجستير» في اللغة العربية في البلاغة والنقد من جامعة الأزهر بتقدير «ممتاز» عام 1991.
- حصل على درجة الدكتوراه في اللغة العربية في البلاغة والنقد من جامعة الأزهر، بمرتبة الشرف الأولى عام 1994 .

### المناصب التي تولاها
- عُيّن معيدًا في قسم البلاغة والنقد في كلية اللغة العربية في القاهرة بجامعة الأزهر، من عام 1988 وحتى 1991
- عُيّن مدرسًا مساعدًا من 1991 وحتى 1994
- عُيّن مدرسًا من 1994 حتى 1999
- عُيّن أستاذًا مساعدًا من 1999 حتى 2004
- عُيّن أستاذًا في القسم نفسه من 2004
- عُيّن رئيسًا مؤقتًا لجامعة الأزهر من عام 2015

## إسهاماته العلمية
أسهم في إثراء مجال البحث العلمي من خلال مؤلفاته «البيان في نور القرآن» عام 1995، و«أسلوب المدح والذم في الذكر الحكيم» عام 1998، و«بلاغة النظم القرآني في آيات الكيل والميزان» عام 2004، و«الإعجاز البلاغي» عام 2005، كما شارك بالخطابة والندوات بالمساجد ومراكز الشباب وغيرها، وأسهم في الفحص اللغوي لوزارة العدل. وقام أيضًا بالاشتراك في برنامج تطوير التعليم في مصر في الفترة من بداية ديسمبر عام 2004، ولمدة عام، بجانب ورش العمل الخاصة بإعداد القياس المتدرج لمعايير أداء معلم اللغة العربية في 2005، وتأليف مناهج اللغة العربية لدارس التعليم المتطور بالرياض من الصف الأول إلى الصف الثاني عشر في عام 2005، والاشتراك في ورش العمل الخاصة بإعداد مدربين على الجوانب الفنية لمشروعات تطوير التعليم العالي الذي انعقد بجامعة الأزهر، تحت إشراف صندوق مشروع تطوير التعليم بوزارة التعليم العالي في عام 2007 . كما أشرف على العديد من رسائل الماجيستير والدكتوراه بالجامعة، وكان عضوًا بلجان تحكيم الأبحاث العلمية خارج مصر، حيث كان عضو اللجنة العليا للرؤية والتخطيط الإستراتيجي لجامعة الأزهر منذ عام 2011، كما كان عضو لجنة متابعة السنة التأهيلية لمعلمي الأزهر بالمعاهد الأزهرية عام 2010/2011 . وشارك في أعمال تطوير التعليم بوزارة التعليم العالي، كما شارك في إعداد وثائق للتعليم الأزهري الجامعي بالهيئة القومية لضمان جودة التعليم والاعتماد التابعة لمجلس الوزراء؛ حيث كان عضو فريق عمل وثيقة المعايير الأكاديمية لبرنامج كليات اللغة العربية، والشعب المناظرة لها بكليات جامعة الأزهر خلال شهري أبريل، ومايو عام 2008، بالهيئة القومية لجودة التعليم والاعتماد.
واجتاز عددًا من الدورات التدريبية بالهيئة القومية لضمان جودة التعليم والاعتماد، منها: ورشتا تدريب خاصة بالمرحلة الأولى لإعداد المدربين على الجوانب الفنية لمشروعات التطوير عام 2007، بمركز عبد الله صالح بجامعة الأزهر، وورشة تدريب على مفاهيم ومقومات نظم ضمان الجودة عام 2008. كما اجتاز دورة الطريق إلى القيادة بالمعهد القومي للإدارة التابع لوازرة التنمية الإدارية في الفترة من 23 مايو عام 2010، إلى 27 من الشهر نفسه، بفندق «فيرمونت»، ودورة المدير الحكومي المحترف بأكاديمية السادات للعلوم الإدارية في الفترة من 6 مايو عام 2011 إلى اليوم السادس من الشهر التالي. وامتد نشاطه إلى خارج مصر؛ فقد أشرف على طلاب الكلية في التربية العملية للفرق الثانية والثالثة والرابعة بتخصص اللغة العربية، والثانية تخصص تربية إسلامية بكلية التربية بصلالة بسلطنة عمان، كما كان عضو المجلس الرئيس للأنشطة الطلابية وعضو المجلس الأكاديمي الطلابي بالكلية، وكان عضو لجنة تحكيم لاختيار مذيعي الربط، وإلقاء القصائد الشعرية، وقارئي القرآن الكريم، وملقي كلمة الطلاب والطالبات بالكلية لحفلات التخرج التي تقيمها وزارة التعليم العالي بالسلطنة. وشارك أيضًا في تلفزيون سلطنة عمان بالعديد من البرامج، مثل: إعداد برنامج  «كلمات ومعان»، بجانب المشاركة ضيفًا في برنامج «غريب الكلام»، و«لقاء الخميس» في الفترة من العام الدراسي 1999/2000، وإلى نهاية 2002/2003. كما شارك «الهدهد» في العديد من المؤتمرات، من بينها: مؤتمر «القدس عبر العصور» بكلية اللغة العربية بالقاهرة عام 2010، ومؤتمر «الدراسات الإسلامية في المجتمع العولمي» بفطاني بتايلاند عام 2010، ومؤتمر «اللغة العربية ومواكبة العصر» بالجامعة الإسلامية بالمدينة المنورة عام 2012 .